# Babora
Babora est un village du département et la commune rurale de Koper, situé dans la province de l’Ioba dans la région du Sud-Ouest au Burkina Faso.

## Géographie

### Situation et environnement
Babora se trouve à 500 m au nord-ouest de Koper et à environ 14 km au sud-est de Dano, le chef-lieu provincial.

### Démographie
- En 2006, le village comptait 730 habitants recensés[1].

## Transports
Le village est sur la route provinciale reliant Dano au nord-ouest à Kpomane à environ 15 km au sud, puis à la frontière ghanéenne au sud-est (via Ouessa par la route nationale 20 reliant Diébougou à Léo le long de la frontière nord du Ghana).

## Santé et éducation
Babora accueille un centre de santé et de promotion sociale (CSPS) tandis que le centre médical avec antenne chirurgicale (CMA) de la province se trouve à Dano.